# بخش مرکزی شهرستان بانه
بخش مرکزی شهرستان بانه یکی از بخش‌های شهرستان بانه در استان کردستان در غرب ایران است.

## تقسیمات کشوری
- بخش مرکزی شهرستان بانه
  - دهستان شوی (بانه)

شهر: بانه

## جمعیت
بنابر سرشماری مرکز آمار ایران، جمعیت بخش مرکزی شهرستان بانه همراه با شهر بانه در سال ۱۳۸۵ برابر با ۷۹۱۷۵ نفر بوده‌است.